# Edelstauden
Edelstauden là một đô thị thuộc huyện Feldbach trong bang Steiermark, nước Áo. Đô thị Edelstauden có diện tích 5,75 km², dân số cuối năm 2005 là 367 người.